# Gleislose Bahn Pirano–Portorose
| Gleislose Bahn Pirano–Portorose                  | Gleislose Bahn Pirano–Portorose |
| ------------------------------------------------ | ------------------------------- |
| Zwei Triebwagen auf der Piazza Tartini in Pirano |                                 |
| Streckenlänge:                                   | 5,2 km                          |
| Stromsystem:                                     | 500 Volt =                      |
|                                                  |                                 |

Die Gleislose Bahn Pirano–Portorose war ein Oberleitungsbusbetrieb in Istrien, der die Küsten-Orte an der seinerzeitigen Österreichischen Riviera erschloss. Die Strecke begann an der Piazza Tartini (Tartini-Platz) in Pirano (slowenisch: Piran) und führte am Adria-Ufer nach Portorose (slowenisch: Portorož). Am dortigen Bahnhof bestand ein direkter Anschluss zur Lokalbahn Triest–Parenzo. Damit bestand für Bahnreisende eine direkte Umsteigeverbindung von Pirano nach Triest. Der 1909 eröffnete Betrieb wurde 1912 zur Straßenbahn Pirano–Portorose umgebaut.
Die Gleislose Bahn Pirano–Portorose war einer der ersten Oberleitungsbus-Betriebe Österreichs. Neben dem Oberleitungsbus Ljubljana (1952 bis 1971) war er einer von zwei Betrieben auf dem heutigen Staatsgebiet von Slowenien.

## Geschichte

Einer der Wagen für Pirano–Portorose auf Testfahrt bei der Industriebahn Wurzen am Sitz des Herstellers

Erbaut wurde die mit 500 Volt Gleichstrom betriebene Gleislose Bahn Pirano–Portorose nach dem sogenannten System Schiemann, entwickelt vom sächsischen Unternehmen Gesellschaft für gleislose Bahnen Max Schiemann & Co. aus Wurzen. Konzessionsinhaber waren die Vereinigten Gaswerke Augsburg A.G., die auch Betreiber des örtlichen Gas- und Elektrizitätswerks waren. Die Fahrzeuge, drei Motorwagen und drei Beiwagen, wurden von der Daimler-Motoren-Gesellschaft hergestellt.
Als Besonderheit verfügten die Fahrzeuge des Systems Schiemann nur über eine Stromabnehmerstange an der beide Stromabnehmerköpfe montiert waren, anstelle der üblichen zwei Stangen. Dies war möglich, weil die beiden Drähte der Oberleitung bei diesem Einstangenkontaktsystem in einem Abstand von mindestens 15 Zentimetern zueinander angeordnet werden konnten und damit deutlich näher zueinander standen als bei anderen Oberleitungsbus-Systemen. Bei der Gleislosen Bahn Pirano–Portorose betrug der Abstand der Fahrdrähte 35 Zentimeter.
Die Gleislose Bahn Pirano–Portorose wurde durch die am 20. Juli 1912 eröffnete Straßenbahn Pirano–Portorose in Bosnischer Spur (760 mm) ersetzt. Diese verkehrte bis zum 31. August 1953.

## Fahrbetriebsmittel
| 1–2 | 1909 | Beiwagen   | Schiemann, Wurzen |                                   |
| 3–5 | 1909 | Motorwagen | Schiemann, Wurzen | 1910 in Beiwagen 8 und 9 umgebaut |
| 6–7 | 1910 | Motorwagen | Schiemann, Wurzen |                                   |
| 8–9 | 1910 | Beiwagen   | -                 | Umbau aus Motorwagen 3–5          |